# Alysicarpus glumaceus
Alysicarpus glumaceus är en ärtväxtart som först beskrevs av Vahl, och fick sitt nu gällande namn av Dc. Alysicarpus glumaceus ingår i släktet Alysicarpus och familjen ärtväxter.

## Underarter
Arten delas in i följande underarter:
- A. g. glumaceus
- A. g. hispidicarpus
- A. g. macalusoi